# Suzanne Bertish
Suzanne C. Bertish (* 7. August 1951 in London) ist eine britische Schauspielerin.

## Leben
Suzanne Bertish wurde 1951 in London als Tochter einer US-amerikanischen Katholikin und eines britischen Juden geboren. Die Schauspielerin und Schauspiellehrerin Jane Bertish ist ihre Schwester.
Bertish begann ihre Karriere am Theater und trat ab Ende der 1970er Jahre in Inszenierungen der Royal Shakespeare Company auf. Parallel folgten erste Auftritte in britischen Fernsehproduktionen. Gelegentlich tritt sie auch in Kinoproduktionen in Erscheinung. Ihr Schaffen für Film und Fernsehen umfasst rund 80 Produktionen.
Für ihre im Rahmen der New Yorker Inszenierungen der Molière Comedies übernommenen Rollen als Frau Sgarnarelle in Sganarelle oder Der vermeintliche Hahnrei und als Lisette in Die Schule der Ehemänner  wurde Bertish bei den Tony Awards 1995 für einen Tony in der Kategorie Beste Nebendarstellerin nominiert.

## Theatrografie
- 1971: Electra (Greenwich Theatre, London)
- 1977: Hamlet (The Old Vic, London)
- 1977: All for Love (The Old Vic, London)
- 1977–1978: Antony and Cleopatra (The Old Vic, London)
- 1978: Twelfth Night (Royal Shakespeare Company, Tour)
- 1978: Three Sisters (Royal Shakespeare Company, Tour)
- 1979: Pericles (Royal Shakespeare Company, The Other Place, Stratford-upon-Avon)
- 1979: Othello (Royal Shakespeare Company, The Other Place, Stratford-upon-Avon)
- 1979: Three Sisters (Royal Shakespeare Company, The Other Place, Stratford-upon-Avon)
- 1980: Pericles (Royal Shakespeare Company, Gulbenkian Studio, Newcastle-upon-Tyne)
- 1980: Othello (Royal Shakespeare Company, Theatre Royal, Newcastle upon Tyne)
- 1980: Three Sisters (Royal Shakespeare Company, Gulbenkian Studio, Newcastle-upon-Tyne)
- 1980: Three Sisters (Royal Shakespeare Company, Warehouse, London)
- 1980: The Life and Adventures of Nicholas Nickleby (Royal Shakespeare Company, Aldwych Theatre, London)
- 1980: Othello (Royal Shakespeare Company, Aldwych Theatre, London)
- 1981–1982: The Life and Adventures of Nicholas Nickleby (Plymouth Theatre, New York City)
- 1984–1985: Flesh and Blood (Theatre Royal, Bath)
- 1985: As You Like It (Shakespeare Santa Cruz, Santa Cruz, Kalifornien)
- 1986–1987: King Lear (National Theatre – Olivier, National Theatre)
- 1986–1987: Les Liaisons Dangereuses (Ambassadors Theatre, London)
- 1987: Rosmersholm (National Theatre – Cottesloe Theatre, National Theatre, London)
- 1987: Les Liaisons Dangereuses (Royal Shakespeare Company, Ambassadors Theatre, London)
- 1990–1991: Bajazet (Almeida Theatre, London)
- 1991: The Vortex (Doolittle Theatre, Los Angeles)
- 1992: Salome (Circle in the Square Theatre, New York City)
- 1995: Taking Sides (Theatre Royal, Bath, Minerva Theatre, Chichester, weitere)
- 1995: The Molière Comedies (Criterion Center Stage Right, New York City)
- 1996: Oedipus the King (National Theatre – Olivier, National Theatre)
- 1996: Oedipus at Colonus (National Theatre – Olivier, National Theatre)
- 1996–1997: The Oedipus Plays (National Theatre, London)
- 2000–2001: The Cherry Orchard (National Theatre – Cottesloe Theatre, National Theatre, London, National Theatre – Olivier, National Theatre)
- 2006: Measure for Pleasure (Joseph Papp Public Theater/Anspacher Theatre, New York City)
- 2008: Antony and Cleopatra (Shakespeare Theatre Company, Washington, D.C.)
- 2009: Mrs. Warren’s Profession (McCarter Theatre, Princeton, New Jersey)
- 2011: Kin (Playwrights Horizons, New York City)
- 2012: Wit (Samuel J. Friedman Theatre, New York City)
- 2012: Richard III (The Public Theater, New York City)
- 2013: Breakfast at Tiffany’s (Cort Theatre, New York City)
- 2014: Machinal (American Airlines Theatre, New York City)
- 2014: The Heir Apparent (Classic Stage Company Theatre, New York City)
- 2015: City Of (Peter Jay Sharp Theater at Playwrights Horizons, New York City)
- 2018: Troilus and Cressida (Royal Shakespeare Company, The Royal Shakespeare Theatre, Stratford-Upon-Avon)

## Filmografie
- 1978: Armchair Thriller (Fernsehserie, 3 Episoden)
- 1979: Das tödliche Dreieck (Hanover Street)
- 1981: The Three Sisters (Fernsehfilm)
- 1982: The Life and Adventures of Nicholas Nickleby (Miniserie, 4 Episoden)
- 1983: Die Fahrt zum Leuchtturm (To the Lighthouse, Fernsehfilm)
- 1983: Begierde (The Hunger)
- 1983: The Comedy of Errors (Fernsehfilm)
- 1984: Freud (Miniserie, 5 Episoden)
- 1984–1985: Shine on Harvey Moon (Fernsehserie, 16 Episoden)
- 1986: Ladies in Charge (Fernsehserie, 1 Episode)
- 1986: Lenny Henry Tonite (Fernsehserie, 1 Episode)
- 1986: Girls on Top (Fernsehserie, 1 Episode)
- 1987: Hearts of Fire
- 1988: Inspektor Morse, Mordkommission Oxford (Inspector Morse, Fernsehserie, 1 Episode)
- 1988: Red Dwarf (Fernsehserie, 1 Episode)
- 1989: A Day in Summer (Fernsehfilm)
- 1990: The Monk
- 1990: Casualty (Fernsehserie, 1 Episode)
- 1992: Venice, Venice
- 1993: Lifestories: Families in Crisis (Fernsehserie, 1 Episode)
- 1993: 15: The Life and Death of Philip Knight (Fernsehfilm)
- 1994: Love Hurts (Fernsehserie, 4 Episoden)
- 1994: Mr. Bean (Fernsehserie, 1 Episode)
- 1994: Thin Ice
- 1995: Space Cops – Tatort Demeter City (Space Precinct, Fernsehserie, 1 Episode)
- 1995: Absolutely Fabulous (Fernsehserie, 1 Episode)
- 1996: Crimetime – Das Auge des Verbrechens (Crimetime)
- 1997: Bent
- 1997: Peak Practice (Fernsehserie, 1 Episode)
- 1998: Coronation Street (Fernsehserie, 1 Episode)
- 1999: Der 13te Krieger (Der 13te Krieger)
- 1999: The Scarlet Pimpernel (Fernsehserie, 1 Episode)
- 2000: Silent Witness (Fernsehserie, 2 Episoden)
- 2003: The Commander (Fernsehfilm)
- 2003: Mrs. Stone und ihr römischer Frühling (The Roman Spring of Mrs. Stone, Fernsehfilm)
- 2004: Judas und Jesus (Judas, Fernsehfilm)
- 2004: The Grid (Miniserie, 6 Episoden)
- 2004: The Fever
- 2004: Rosemary & Thyme (Fernsehserie, 1 Episode)
- 2005: An deiner Schulter (The Upside of Anger)
- 2005: The Toybox
- 2005: Love Soup (Fernsehserie, 1 Episode)
- 2005–2007: Rom (Rome, Fernsehserie, 14 Episoden)
- 2007: Der Preis des Verbrechens (Trial & Retribution, Fernsehserie, 1 Episode)
- 2009: Holy Money
- 2009: Die Päpstin
- 2010: Agatha Christie’s Poirot (Fernsehserie, Episode Nikotin)
- 2011: Geständnisse einer Edelhure (Secret Diary of a Call Girl, Fernsehserie, 2 Episode)
- 2011: W.E.
- 2014: River of Fundament
- 2016: X Company (Fernsehserie, 1 Episode)
- 2016–2017: Mercy Street (Fernsehserie, 12 Episoden)
- 2017: Film Stars Don’t Die in Liverpool
- 2017: Die Frau des Nobelpreisträgers (The Wife)
- 2018: The Looming Tower (Miniserie, 1 Episode)
- 2019: Hey Duggee (Fernsehserie, 2 Episoden, Stimme)
- 2019: MAD?
- 2020: Atlantic Crossing (Fernsehserie, 8 Episoden)
- 2021: Benediction
- 2021: Sex Education (Fernsehserie, 3 Episoden)
- 2022: Life After Life (Fernsehserie, 1 Episode)
- 2023: Magic Mike: The Last Dance
- 2023: Dead Ringers – Die Unzertrennlichen (Dead Ringers, Miniserie, 3 Episoden)
- 2023: The Nun II
- 2024: Hellboy: The Crooked Man
- 2025: Andor (Fernsehserie, 3 Episoden)